# 長恩寺
長恩寺（ちょうおんじ）は、新潟県南魚沼市塩沢にある浄土宗の寺院。

## 概要
新潟県道365号仲田塩沢線（牧之通り）の近くにある浄土宗の寺院。江戸後期の随筆家鈴木牧之の墓があることで知られている。寺院内には一般公開はしていないが、石川雲蝶の彫刻が納められている。（山門の木像は雲蝶の作品ではない。）境内にある推定樹齢約400年、高さ約40メートルのイチョウは、「長恩寺のお葉つきイチョウ」として、1973年に新潟県指定天然記念物に指定された。

## 所在地
- 新潟県南魚沼市塩沢371
  - 最寄り駅：上越線塩沢駅